# Avesnes-Chaussoy
Avesnes-Chaussoy é uma comuna francesa na região administrativa de Altos da França, no departamento de Somme. Estende-se por uma área de 6,12 km². Em 2010 a comuna tinha 66 habitantes (densidade: 10,8 hab./km²).